# Nhamuangas
Nhamuangas (nyamwangas), namuangas ou muangas são um grupo étnico banto da Zâmbia e Tanzânia, falante de uma língua de mesmo nome. São sobretudo cristãos e sua população gira em torno de 492 mil divididos entre os dois países: 250 mil no primeiro e 242 no segundo.